# Jacqueline Nonon
Jacqueline Nonon, née le 11 août 1927 à Laval (Mayenne) et morte le 21 février 2020, est une figure du féminisme en Europe et en France.
L'historienne Françoise Thébaud la qualifie de « fémocrate ».

## Biographie
Elle naît dans une famille d'origine lorraine. Elle fait des études supérieures d'anglais à Paris, puis à Londres. Elle étudie le russe à Bruxelles.
En 1958, elle entre dans les services de la Commission européenne, où elle est d'abord dans un service de documentation de la Direction générale des affaires sociales. Par la suite, elle s'occupe de l'emploi des chômeurs longue durée. Elle devient ensuite chef du Bureau de l’emploi des femmes. Elle milite alors pour l'égalité des femmes et des hommes dans la formation et dans les emplois,.
En 1978, Raymond Barre la nomme déléguée à la condition féminine à la place de Nicole Pasquier. Les services administratifs de cette délégation sont alors installés à Lyon. Toutefois, elle démissionne rapidement lorsqu'elle se rend compte du manque de moyens dont elle dispose,,.
Elle retourne alors à Bruxelles, puis revient en France en 1981 en qualité de représentante de la Commission européenne.